# Doppelschachtanlage

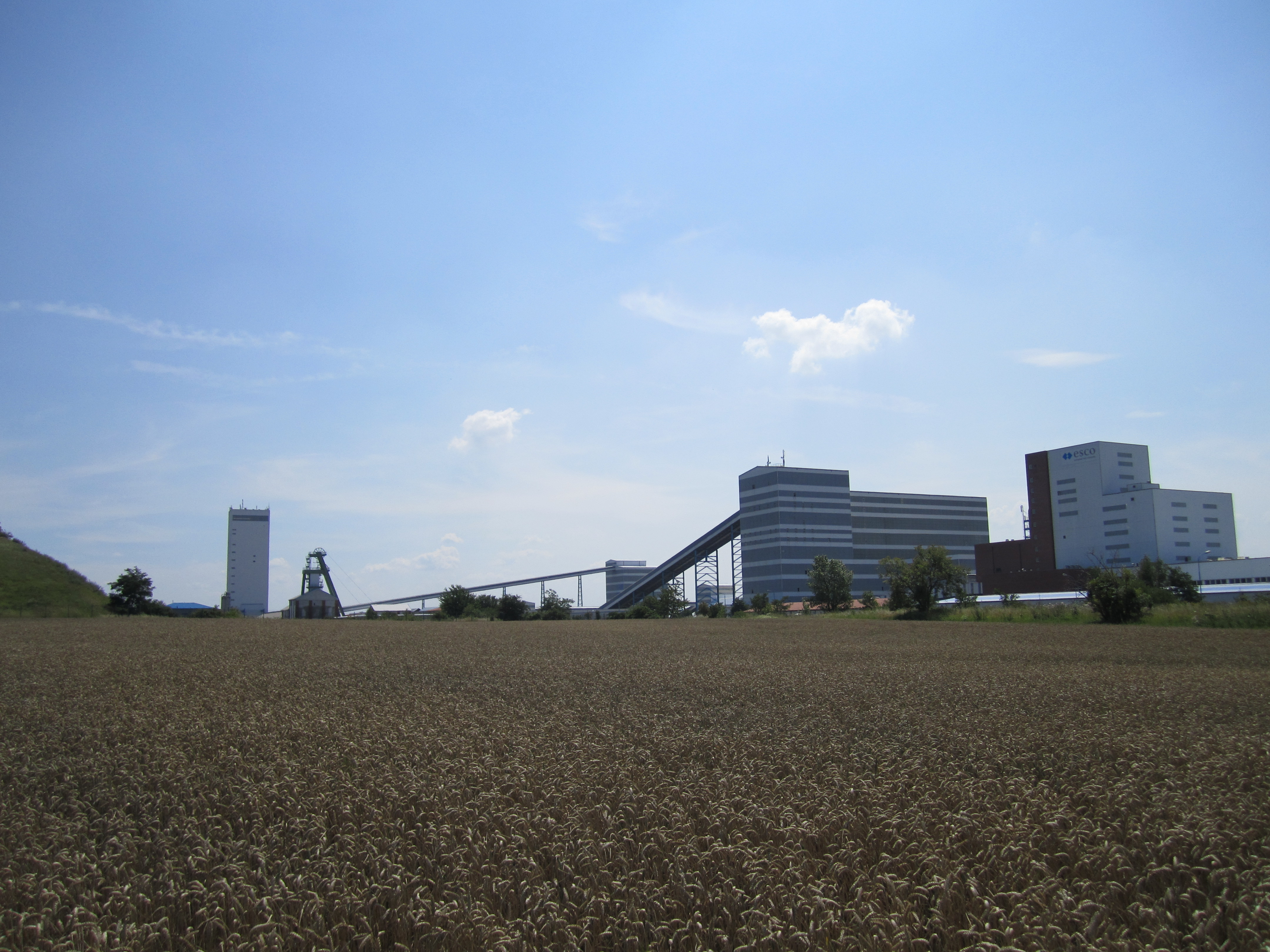
Salzbergwerk Bernburg, Schächte Bernburg und Gröna mit Tagesanlagen

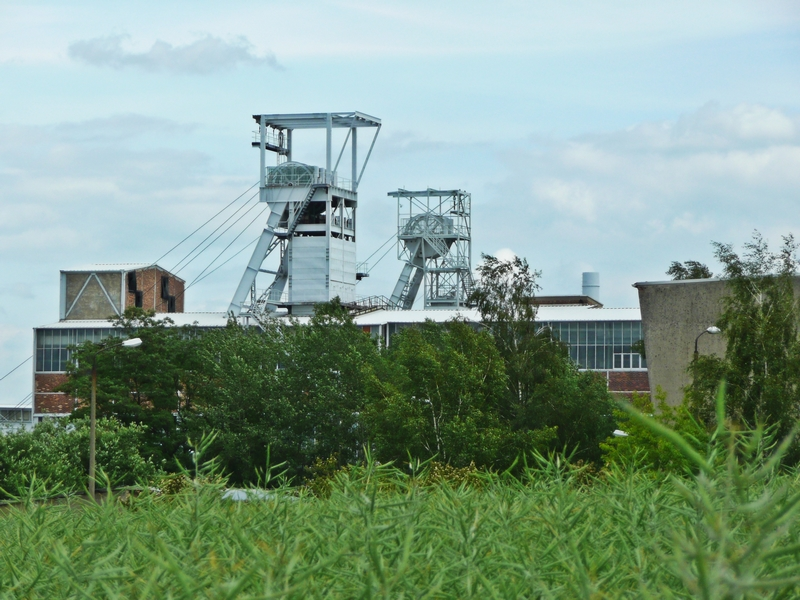
WISMUT Niederlassung Königstein, Doppelschachtanlage Schacht 388/390

Als Doppelschachtanlage bezeichnet man ein Bergwerk, bei dem zwei Schächte in unmittelbarer Nachbarschaft angelegt wurden (< 100 m). 

## Vor- und Nachteile
Die Vorteile einer Doppelschachtanlage sind geringere Abbauverluste durch den gemeinsamen Sicherheitspfeiler, die Konzentration der Tagesanlagen auf einen Standort und damit verbundene Synergieeffekte. 
Nachteilig ist die rückläufige Wetterführung, weshalb in neuerer Zeit auch Doppelschachtanlagen durch an der Feldesgrenze liegende Wetterschächte oder -bohrlöcher ergänzt werden.

## Beispiele für Doppelschachtanlagen in Deutschland
- Auguste Victoria in Marl Steinkohle
- Grube Carolus Magnus Übach-Palenberg (Steinkohle)
- Zeche Lucas in Dortmund-Körne (Steinkohle)
- von Oeynhausen I/III in Ibbenbüren Anthrazit
- „JBB Ernst Thälmann“ Königstein Uranerz
- Schacht 1+2 des Kaliwerkes Zielitz
- esco Werk Bernburg Steinsalz